# サロン小品集 作品6 (ラフマニノフ)

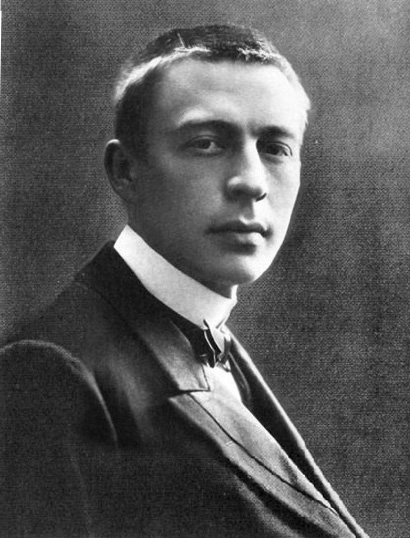
セルゲイ・ラフマニノフ、1892年。

サロン小品集（Morceaux de Salon） 作品6 は、セルゲイ・ラフマニノフが1893年に作曲したピアノとヴァイオリンのための2つの小品。

## 概要
本作が書かれた1893年の夏季には、ラフマニノフは既に作曲家、ピアニストとして地位を確立していた。当時、幻想的小品集 作品3は出版済みで、2台のピアノのための組曲第1番も書き上がっていた。本作は狙いと構成の両面において、「前奏曲」と「東洋的踊り」の2曲からなる『チェロとピアノのための小品集』 作品2に類似している。曲はラフマニノフの娘を妻にすることになるヴァイオリニストのユーリ・コニュスへと献呈されたとみられる。
ロバート・マシュー＝ウォーカーは、「作曲者のヴァイオリン書法の熟達ぶり（この点においてはコニュスの助力を受けていたのだろうが）は、彼がこの楽器のためにもっと大規模な作品を残さなかったことが悔やまれるほどだ」と称賛している。

## 楽曲構成
いずれもニ短調の「ロマンス」と「ハンガリーの踊り」の2曲で構成される。演奏時間は約10分。

### ロマンス
Andante ma non troppo 3/4拍子 ニ短調
アルペッジョを奏でるピアノの伴奏の上に、ヴァイオリンが歌う主題によって幕を開ける（譜例1）。
譜例1
展開風の要素を持つ中間部では、ヴァイオリンの奏でる譜例2の主題にふんだんに重音が用いられる。ピアノの書法もより充実したものとなっている。
譜例2
譜例1が再現して歌われた後にヴァイオリンによる短いカデンツァが置かれ、ニ短調の主和音とともに弱音へと静まって閉じられる。

### ハンガリー風の踊り
Vivace 2/4拍子 ニ短調
この曲は華麗で技巧的なショー・ピースとなっており、前曲「ロマンス」と著しい対照を見せる。曲中では前曲に基づく要素を回想するかに思われる場面も現れる。
ピアノによる導入、ヴァイオリンの応答で開始し、ピアノが曲中何度も奏されるリズムパターンを提示する（譜例3）。
譜例3
ウン・ポコ・メノ・モッソと少し速度を落としてヴァイオリンが旋律要素を奏でる（譜例4）。これがピアノにも引き継がれて熱を帯びる。
譜例4
中間部では落ち着いて譜例5が奏でられるが、譜例3、譜例4の要素も挿入される。
譜例5
譜例3、譜例4の回帰により熱狂へと戻っていき、様々に形を変化させて盛り上がりを形成する。曲は勢いを減じることなく終結へと向かう。